# 片山公輔
片山 公輔（かたやま こうすけ、1987年 - ）は、日本の声優、俳優。三重県伊勢市出身。プロダクション・タンク所属。

## 略歴
立命館大学産業社会学部卒業。
日本ナレーション演技研究所、アミューズメントメディア総合学院大阪校・声優タレント専科出身。
アミューズメントメディア総合学院の在学中には同企業制作の『東山動植物園オフィシャルDVD「イケメンすぎるゴリラ。シャバーニ」』でナレーションを担当した。

## 人物
特技にはテニス、歌、物真似をそれぞれ挙げている。

## 出演

### テレビアニメ
2017年
- サクラクエスト（工藤将晴）
- 戦姫絶唱シンフォギアAXZ（黒服B）
- EVIL OR LIVE
- キノの旅 -the Beautiful World- the Animated Series（農夫）

2018年
- りゅうおうのおしごと!（司会者）
- バジリスク 〜桜花忍法帖〜（武士）
- 鹿楓堂よついろ日和（おじいさん、ジョガー）
- 夢王国と眠れる100人の王子様（町の人）
- とある魔術の禁書目録III（護送車運転手）

2019年
- どろろ（手下I）
- 通常攻撃が全体攻撃で二回攻撃のお母さんは好きですか?（モンスター、ゴーレム）
- ありふれた職業で世界最強（兵士）
- 超人高校生たちは異世界でも余裕で生き抜くようです!（インザーギ、兵士長）
- Fairy gone フェアリーゴーン（ニック・ライマー）
- 炎炎ノ消防隊（2019年 - 2020年、白装束、アナウンス） - 2シリーズ

2020年
- BORUTO-ボルト- NARUTO NEXT GENERATIONS（2020年 - 2023年、強盗、鬼灯城の囚人、鬼灯城の看守、ムジナ強盗団員、盗賊団のボス 兄&弟 他）
- 魔法科高校の劣等生 来訪者編（警官、パラサイト）
- ストライクウィッチーズ ROAD to BERLIN（庭師）
- 魔女の旅々（下っ端A）
- 神様になった日（央人両親）

2021年
- 東京リベンジャーズ（TVニュース、アナウンサー）
- カードファイト!! ヴァンガード overDress（記者）
- EDENS ZERO（パニッシャー）
- 無職転生 〜異世界行ったら本気だす〜（輩C）
- 境界戦機（2021年 - 2022年、ボリツ・グレツコフ、ヤタガラス隊員） - 2シリーズ

2022年
- リーマンズクラブ（万引き犯）
- 薔薇王の葬列（神父）
- ダンジョンに出会いを求めるのは間違っているだろうかIV 新章 迷宮篇（タークの仲間）
- アキバ冥途戦争（ニュースキャスター）
- 忍の一時（甲賀忍者、甲賀幹部2）
- 夫婦以上、恋人未満。（老夫婦〈夫〉）

2023年
- The Legend of Heroes 閃の軌跡 Northern War（古参幹部、若者B、司祭）
- 贄姫と獣の王（オズマルゴ議員）
- アンデッドガール・マーダーファルス（グスタフ）
- SYNDUALITY Noir（タカスギ）

2024年
- 転生したらスライムだった件（ギュンター）
- 天穂のサクナヒメ（提灯）
- デリコズ・ナーサリー（血盟警察）
- トリリオンゲーム（2024年 - 2025年、蜜園フラワー役員）

2025年
- シャングリラ・フロンティア（海賊、水夫D）
- 異修羅（綾の軌跡のリフォーギド）
- 盾の勇者の成り上がり Season 4（近衛騎士団長、部下、刺客サルA、役人B）

### 劇場アニメ
- 機動戦士ガンダムNT（2018年、メカニック）
- SAND LAND（2023年、男性アナウンサー）
- BLOODY ESCAPE -地獄の逃走劇-（2024年、不滅騎士団員）

### Webアニメ
- 銀魂 THE SEMI-FINAL 真選組篇（2021年、九曜オペレーター）
- 風都探偵（2022年、舎弟）
- SAND LAND: THE SERIES（2024年、男性アナウンサー、アナウンサー男性）

### ゲーム
2010年代
- 暴走！モンスターダッシュ（2015年、ユグドラシル）
- モンスターストライク（2015年）
- スマッシュ&マジック（2017年、ドモン、ディギン、フィン）
- オーディナルストラータ（2018年）

2020年代
- メギド72（2021年 - 2023年、セタンタ）
- BLUE PROTOCOL（2023年）

### ドラマCD
- 学園キノ（2020年、魔の軍団の手先） - 『キノの旅 -the Beautiful World- the Animated Series』BD BOX特典CD[6]

### 吹き替え

#### 映画
- アンホーリー 忌まわしき聖地
- ウソはホントの恋のはじまり（ガリー〈サム・ロックウェル〉）
- 新エイリアン 最終繁殖（バート）
- ネイビーシールズ: オペレーションZ（英語版）
- ロック・ザ・カスバ!
- プリズン・エクスペリメント
- パーティで女の子に話しかけるには（PTボブ〈ジョーイ・アンサー（英語版）〉[7]）
- ウインド・リバー
- ブレイン・ゲーム
- アオラレ（アンディ〈ジミ・シンプソン〉）
- SEOBOK/ソボク（アン部長〈チョ・ウジン〉[8]）
- マダム・ウェブ[9]
- 神は銃弾（グラニー・ボーイ〈ブレンダン・セクストン3世〉[10]）

#### ドラマ
- ザ・ウィドウ 〜真実を求めて〜（ウィル〈マシュー・グラヴェル〉）
- まほうのレシピ（モリス）
- インスティンクト -異常犯罪捜査-
- ザ・オーダー 暗黒の世界（クレイ）

#### アニメ
- 百妖譜（酒場の男、賭博場の男）
- 龍族 -The Blazing Dawn-（富山雅史）
- ミッシング・リンク 英国紳士と秘密の相棒（ドアマン[11]）

### テレビドラマ
- 犯罪科学分析室 電子の標的3（2017年、テレビ東京）
- のぼせもんやけん（2017年、NHK）
- サバイバル・ウェディング（2018年、日本テレビ）
- 絆のペダル（2018年、日本テレビ）
- 僕の初恋をキミに捧ぐ（2019年、テレビ朝日）
- ストロベリーナイト・サーガ（2019年、フジテレビ）
- G線上のあなたと私（2019年、TBSテレビ）
- 風のふく島 第4話（2025年2月1日、テレビ東京） - ミライ 役[12]

### 配信ドラマ
- GHOSTTOWN（2019年）

### 特撮
- ドライブサーガ 仮面ライダーマッハ/仮面ライダーハート（2016年、リベンジャー・ロイミュードの声）

### オーディオブック
- Audible
  - 体が生まれ変わるケトン体食事法（2017年、ナレーション）[13]
  - 人を操る禁断の文章術（2017年、ナレーション）[13]
  - 池上彰教授の東工大講義
    - 学校では教えない「社会人のための現代史」（2018年、ナレーション）[13]
    - この社会で戦う君に「知の世界地図」をあげよう（2018年、ナレーション）[13]
    - この日本で生きる君が知っておくべき「戦後史の学び方」（2018年、ナレーション）[13]

  - 多動力（2018年、ナレーション）[14][13]
  - それをお金で買いますか 市場主義の限界（2019年、ナレーション）[13]
  - 知らないと損する 池上彰のお金の学校（2019年、ナレーション）[13]
  - 増補 池上彰の政治の学校（2019年、ナレーション）[13]
  - 感染症の日本史（2021年、ナレーション）
- audiobook.jp
  - 神去なあなあ日常（2019年、山根のおっちゃん）

### その他コンテンツ
- 東山動植物園オフィシャルDVD「イケメンすぎるゴリラ。シャバーニ」（ナレーション[3]）
- ソーイング・ビー 第9回「新メンバー登場！トップス対決」（NHK Eテレ）

### シリーズ一覧
1. ↑  第1期（2019年）、第2期『弐ノ章』（2020年）
2. ↑  第一部（2021年）、第二部（2022年）

### 初出話一覧
1. ↑  第56話初出
2. ↑  第13話初出
3. ↑  第9話初出
4. ↑  第20話初出
5. ↑  第8話初出
6. ↑  第42話初出
7. ↑  第43話初出
8. ↑  第21話初出
9. ↑  第1話初出
10. ↑  第5話初出
11. ↑  第6話初出
12. ↑  第7話初出